# Emergency on Planet Earth
Emergency on Planet Earth ist das Debütalbum der britischen Acid-Jazz-Band Jamiroquai. Das Album erschien am 17. Mai 1993 in England und am 11. Juni in Deutschland.

## Hintergrund
Das Album erschien beim englischen Label S2 Records, das Sony Music untergeordnet ist und damals noch Sony Soho Square (nach dem Standpunkt am Soho Square in London) hieß.
Es erschien als CD und als Doppel-LP. Auf der Doppel-LP wurden die ersten vier Lieder als "Extended Mixes" ausgeschrieben, wobei sie lediglich um einige Minuten verlängert wurden. So dauert zum Beispiel der Titel Too Young to Die auf der CD sechs Minuten, während er auf Vinyl zehn Minuten dauert. Die Spielzeit der LP ist insgesamt etwa neun Minuten länger als die der CD.
Auf dem Cover ist vor weißem Hintergrund ein schwarzer Buffalo Man zu sehen. Der Buffalo Man ist das Logo der Band.

## Titelliste
1. When You Gonna Learn – 3:50
2. Too Young to Die – 6:05
3. Hooked Up – 4:35
4. If I Like It I Do It – 4:53
5. Music of the Mind – 6:22
6. Emergency on Planet Earth – 4:05
7. Whatever It Is, I Just Can’t Stop – 4:07
8. Blow Your Mind – 8:32
9. Revolution 1993 – 10:16
10. Didgin’ Out – 2:37

## Singleauskopplungen
- When You Gonna Learn? (19. Oktober 1992)
- Too Young to Die (1. März 1993)
- Blow Your Mind (24. Mai 1993)
- Emergency on Planet Earth (2. August 1993)

## Rezensionen
Das Album ist auch in der Anthologie 1001 Albums You Must Hear Before You Die von Robert Dimery vertreten.

## Kommerzieller Erfolg

### Chartplatzierungen
| ChartsChartplatzierungen     | Höchstplatzierung | Wochen |
| ---------------------------- | ----------------- | ------ |
| Deutschland (GfK)            | 17 (19 Wo.)       | 19     |
| Österreich (Ö3)              | 11 (15 Wo.)       | 15     |
| Schweiz (IFPI)               | 5 (19 Wo.)        | 19     |
| Vereinigtes Königreich (OCC) | 1 (36 Wo.)        | 36     |

| ChartsJahrescharts (1993) | Platzierung |
| ------------------------- | ----------- |
| Deutschland (GfK)         | 80          |
| Schweiz (IFPI)            | 26          |

### Auszeichnungen für Musikverkäufe
| Land/Region                  | Auszeichnungen für Musikverkäufe (Land/Region, Auszeichnung, Verkäufe) | Verkäufe |
| ---------------------------- | ---------------------------------------------------------------------- | -------- |
| Frankreich (SNEP)            | Platin                                                                 | 300.000  |
| Japan (RIAJ)                 | Platin                                                                 | 200.000  |
| Neuseeland (RMNZ)            | Gold                                                                   | 7.500    |
| Niederlande (NVPI)           | Gold                                                                   | 50.000   |
| Schweiz (IFPI)               | Gold                                                                   | 25.000   |
| Vereinigtes Königreich (BPI) | Platin                                                                 | 300.000  |
| Insgesamt                    | 3× Gold · 3× Platin ·                                                  | 882.500  |

## Trivia
Es ist eines der Lieblingsalben von Kool Savas.